# نیکولا ایلیف
نیکولا ایلیف (بلغاری: Никола Илиянов Илиев؛ زادهٔ ۶ ژوئن ۲۰۰۴) بازیکن فوتبال اهل بلغارستان است.
وی همچنین در تیم‌های ملی فوتبال زیر ۱۹ سال بلغارستان و بزرگسالان بلغارستان بازی کرده‌است.
او در لیست "نسل بعدی" گاردین برای سال ۲۰۲۱ قرار گرفت.

## دوران باشگاهی

### بوتو پلوودیو
ایلیف که در شهر یودلنیک، شهرداری اسلیووپول به دنیا آمد، فوتبال خود را در بوتو پلوودیو آغاز کرد. او اولین بازی حرفه ای خود را برای این تیم در یک بازی لیگ برابر اسلاویا صوفیه در ۲۹ سپتامبر ۲۰۱۹ انجام داد.

### اینترمیلان
در ژوئن ۲۰۲۰، او انتقال خود را به اینترمیلان تکمیل و قراردادی ۴ ساله امضا کرد.